# Папужинцы
Папу́жинцы (укр. Папужинці) — село в Тальновском районе Черкасской области Украины.
Население по переписи 2001 года составляло 644 человека. Почтовый индекс — 20413. Телефонный код — 4731.

## Местный совет
20413, Черкасская обл., Тальновский р-н, с. Папужинцы, ул. Победы, 4а

## История
В XIX веке село Папужинцы было в составе Шаулихской волости Уманского уезда Киевской губернии. В селе была Иоанно-Богословская церковь.